# Sani Kaita
Sani Kaita, född den 2 maj 1986 i Kano, Nigeria, är en nigeriansk fotbollsspelare som spelar för moldaviska FC Saxan. Vid fotbollsturneringen under OS 2008 i Peking deltog han det nigerianska U23-laget som tog silver.